# 従四位
従四位（じゅしい）とは、日本の位階および神階における位のひとつ。正四位の下、正五位の上に位する。贈位の場合、贈従四位という。

## 解説
律令制下において従四位は上下に分けられ、勲等では勲四等に相当し、官位相当では従四位上が太政官の左右大弁、従四位下が職における大夫、近衛府の中将、検非違使別当、蔵人頭、京職の大夫など朝廷内の行政を司る京官の長官ないし次官相当の官職がこの位階に相当していた。また従四位は議政官である参議に任官しうる位階であり、任官された場合には公卿に列することができた。
従四位下以上、正四位上の有位者で公卿に列していないものについては、その者の敬称は氏および諱の下に朝臣を付ける、名乗り朝臣が基本である。例として「細川右京大夫従四位下源勝元朝臣」など。
五位および四位を通貴、三位以上を貴とする律令制下においては、五位には文武官が功労によって昇り得たが、そこから四位に進めるのは特定の門閥貴族に限定され、それ以外の者は特別な功労を上げた者だけが例外的に四位に上れることになっていた。特に神亀5年3月28日（728年5月11日）の格によって外位に振り分けられた氏族は四位以上に昇進することは事実上不可能になった。
その後は藤原氏傍系にあたる者や非藤原氏の中級貴族に多かった。武門の棟梁である清和源氏、桓武平氏が従五位下を初叙とし正四位を以って極位とされた時代にあっては、嫡流でもいくばくかの武勲がなければ昇ることがなかった。
しかし、鎌倉時代以降となると鎌倉幕府成立以降、実力をつけて次々に政敵駆逐を果たした北条氏が幕府の執権職を掌握して以降は、北条氏の嫡流たる得宗が正四位上まで昇るようになり、北条氏一門や有力御家人が従四位下などの官位に昇るようになった。さらに、室町時代以降となると有力な守護大名も叙せられるようになっていった。特に三管領四職を務める足利一門や有力守護、或いは名門たる守護の家柄が従四位下に叙せられた。
戦国時代に入ると、そもそもは三管領細川氏の家臣で守護代の家柄であった三好氏が幕府相伴衆に列し従四位下に叙せられたのに伴い、その家臣である松永久秀も主家同様に従四位下に昇るなど家柄や身分によらず実力に応じた除目も行われるようになった。
室町幕府を滅ぼし天下人を目前に控えて横死した織田信長の後継として、豊臣秀吉が天下人となると、秀吉は関白に昇り、徳川家康や前田利家などの重臣が二位・三位に叙せられる、従四位はその嫡子をはじめ子弟の位階として発令されるようになる。

さらに、家康が江戸幕府を開くと、家門大名や譜代大名のうち老中などの重役に昇る者、高家、外様大名のうち10万石以上の国主がこの位階に叙せられた。
19世紀の文政年間に出版された『江戸名所図会』では、享保13年（1728年）、8代将軍徳川吉宗に献上するために広南（ベトナム）から連れてこられたゾウに、「従四位」の位が授けられ、「従四位広南白象」と称されたとされる。この叙位は中御門天皇に拝謁するにあたり、無位無官の者（ゾウ）には宮中への参内が許されないためとしているが、同時代の資料には叙位についての記載はなく、記述を疑問視する意見がある。
明治時代には、従四位は華族の爵位では男爵の初叙位階に相当し、陸軍・海軍では中将相当とされた他、叙位条例にて、勅授の対象となり華族に準ずる礼遇として位置づけられた。
現在は功績のある物故者に位階が発令されており、公務員として功績のある者や、旭日中綬章など（旧勲三等）を受けた芸術家、学術研究に功績のある学者、芸能・文化活動に功績のある芸能人などが叙せられている。

## 鎌倉時代

### 従四位上
- 北条重時
- 北条政村
- 北条貞時
- 北条宗宣
- 北条師時
- 北条守時

### 従四位下
- 北条義時
- 北条時村 (政村流)
- 北条宣時
- 北条貞顕
- 北条維貞

## 室町時代

### 従四位下
- 斯波義将
- 細川頼之
- 細川頼元
- 細川満元
- 細川持之
- 畠山基国
- 細川勝元
- 畠山政長
- 木造政宗
- 河野通宣

## 戦国時代

### 従四位上
- 今川氏親
- 北畠政郷
- 最上義光

### 従四位下
- 北畠晴具
- 細川政元
- 細川高国
- 三好長慶
- 三好義興
- 三好長逸
- 松永久秀
- 金森長近
- 武田信玄
- 今川義元
- 皆川広照
- 岩城常隆

## 維新後贈位者
- 1869年（明治2年）6月5日[3] - 戸田忠恕（贈従四位上）
- 1870年（明治3年）10月5日[3] - 中山忠光
- 1883年（明治16年）8月6日[4] - 児島範長
- 1885年（明治18年）3月6日[4]
  - 田宮如雲、中根雪江
- 1891年（明治24年）11月16日[5] - 二宮尊徳
- 1891年（明治24年）12月17日[6]
  - 裏松光世、岩倉尚具、町尻説望、成就院信海、鵜飼吉左衛門、鵜飼幸吉、桜任蔵、勝野正道（豊作）、関鉄之介、田丸稲之衛門、藤田小四郎、斎藤留次郎、吉田稔麿、杉山松助、河上弥市、来原良蔵、船越清蔵、有馬新七、柴山愛次郎、橋口壮介、橋口伝蔵、弟子丸龍助、田中謙助、西田直五郎、森山新五左衛門、是枝柳右衛門、森山新蔵、山本四郎、美玉三平、川瀬太宰、豊島泰盛、飯田忠彦（左馬）、伴林光平、丹羽正雄、宇喜多一蕙、藤森弘庵（恭助）、大橋訥庵（順蔵）、大久保要、藤本鉄石（津之助）、松本奎堂（謙三郎）、平井収二郎、間崎哲馬、弘瀬健太、那須信吾、安岡嘉助、清岡道之助、松山深蔵、千屋菊次郎、北添佶摩、多田弥太郎、河合宗元（惣兵衛）、松田重助、中村円太、松林飯山（廉之助）、田村貞彦（復斎）、伊丹造酒之助、広田精一、渋谷伊予作、津崎矩子（村岡）
- 1896年（明治29年）5月20日[7]
  - 松前徳広、生駒親敬
- 1896年（明治29年）9月19日[7] - 稲田植誠
- 1896年（明治29年）10月30日[8] - 日下義雄
- 1897年（明治30年）4月21日[9]
  - 松下見林、細井芝山（知名）、細井広沢（知慎）
- 1898年（明治31年）7月4日[10]
  - 山内豊福、山内豊誉（兵庫）、平井政実（善之丞）、小南五郎、清岡治之助、望月亀弥太、島村衛吉、田内衛吉、小畑孫三郎、村田忠三郎、久松喜代馬、岡本次郎、池内蔵太、田所壮輔、鮎沢伊太夫、戸原卯橘、福原信冬（乙之進）、世良修蔵、牧野権六郎、宍戸弥四郎、兒玉次郎彦、江村彦之進、本城清、河田佳蔵、浅見安之丞、信田作太夫、井上唯一、鞍懸寅二郎、池上隼之助、所郁太郎、鷹取養巴、建部武彦、松平大弐、山本貞一郎、中井範五郎、永鳥三平、岩橋半三郎、大鳥居理兵衛、原道太、佐久良東雄
- 1898年（明治31年）10月25日[11]
  - 今田唯一、榊原忠誠、花岡正貞、半田隆時、田上覚
- 1900年（明治33年）7月16日[12] - 浅田宗伯
- 1902年（明治35年）11月8日[13]
  - 青山延于（量介）、豊田天功（彦次郎）、高橋荘左衛門、斎藤監物、原市之進、斉藤五六郎、衣非茂記、尾崎惣左衛門、万代十兵衛、森安平、安積五郎、有村雄助、名和道一、慈眼寺胤康、中川栖山、住江甚兵衛、魚住源次兵衛、真木菊四郎
- 1903年（明治36年）11月13日[14]
  - 土倉正彦、土肥典膳、酒井十之丞（帰耕）、林通顕（得能亜斯登）、樋口真吉、五十嵐文吉、日柳燕石（多賀谷勇吉）、西館孤清、尾崎良知、青木周弼、中島太郎兵衛、中村栗園
- 1904年（明治37年）3月2日[15] - 山中幹
- 1907年（明治40年）5月27日[16]
  - 和田信且、西川吉輔、富小路任節、武田彦衛門、武田魁介、山国淳一郎、竹内百太郎、荒尾成裕（清心斎）、和田信美、荒尾成章、岡熊臣（蔵之助）、斎藤弥九郎（篤信斎）、長谷川鉄之進
- 1907年（明治40年）10月23日[17]
  - 島津久静、島津久寛
- 1907年（明治40年）11月15日[18]
  - 野村彝之介（鼎実）、渋川春海（助左衛門）、関孝和（新助）、関宗政、佐々宗淳（助三郎）、栗山潜鋒（源介）、三宅観瀾（九十郎）、立原翠軒（甚五郎）
- 1908年（明治41年）9月9日[19]
  - 小野崎通亮、佐竹義諶、遠藤允信、吉川忠安
- 1908年（明治41年）11月13日[19] - 森田節斎（謙蔵）
- 1909年（明治42年）4月17日[19] - 小野蘭山
- 1909年（明治42年）6月8日[20] - 緒方洪庵
- 1909年（明治42年）8月25日[20] - 頼杏坪（万四郎）
- 1909年（明治42年）9月11日[20]
  - 酒井孫四郎、吉田東篁（悌蔵）、本多政均、飯沼慾斎（龍夫）、室鳩巣（新助）、稲生若水（正助）
- 1910年（明治43年）11月16日[21]
  - 伊木忠澄、宇田川玄真、箕作阮甫、津田永忠（左源太）、石川善右衛門、井戸正明（平左衛門）
- 1910年（明治43年）12月1日[21] - 浅見絅斎
- 1911年（明治44年）6月1日[22]
  - 長久保赤水（源五兵衛）、柴野栗山（彦輔）、稲村三伯（海上随鴎）、中谷正亮、寺内暢三、林良輔、椙原治人、中村雪樹
- 1911年（明治44年）11月15日[23]
  - 高千穂教有、五条頼治、宇都宮隆房、亀井南冥（主水）、黒田一葦、安東省菴（助四郎）、立花壱岐（親雄）、鍋島茂真、枝吉神陽（経種）、成富茂安、堀勝名、富田大鳳
- 1912年（明治45年）2月26日[24]
  - 福原和勝、肝付兼重、三浦梅園（晋）、帆足万里、島津久芳、大津唯雪、楢崎頼三、小鹿島右衛門
- 1912年（大正元年）11月19日[25]
  - 大岡忠相、川路聖謨
- 1913年（大正2年）11月17日[25]
  - 山中静逸（献）、丹羽賢、細井平洲（甚三郎）
- 1914年（大正3年）11月19日[25] - 中井履軒（徳二）
- 1915年（大正4年）3月19日[26] - 頼春水（弥太郎）
- 1915年（大正4年）10月24日[26] - 津軽信明
- 1915年（大正4年）11月10日[27]
  - 伊達邦成、井伊道政、秋月種殷、長谷川作十郎（清）、仁科盛遠、大蔵種材、少弐資時、宗貞茂、田中定清、楠木正元、勅使河原直重、大舘宗氏、村上義隆、香坂高宗、南部信政、瓜生保、阿蘇惟成、相知蓮賀、気比斉晴、忽那義範、山田長政、島津久本、服部平右衛門、宜湾朝保、細川忠顕、宍戸親基、北村季吟（久助）、谷川士清、荷田在満（東之助）、伴蒿蹊（庄右衛門）、谷時中（三郎右衛門）、伊藤東涯（源蔵）、中村惕斎（仲次郎）、人見懋斎（又左衛門）、山県周南（少介）、安藤抱琴（内匠）、皆川淇園、林述斎（衡）、古賀精里（弥助）、尾藤二洲（孝肇）、菅茶山（太中）、佐藤一斎（捨蔵）、安積艮斎（祐助）、藤沢東畡（昌蔵）、安井息軒（衡）、池田草庵（禎蔵）、新島襄、伊東玄朴、佐藤泰然、小泉八雲、榊原新左衛門、鈴木縫殿（重義）、有元佐弘、有元佐光、大国隆正、田口卯吉
- 1916年（大正5年）4月11日[28]
  - 島義勇、前原一誠
- 1916年（大正5年）8月3日[28] - 岡田寒泉（清助）
- 1916年（大正5年）11月15日[28]
  - 草場佩川（磋助）、青柳種信（勝次）
- 1916年（大正5年）12月28日[29]
  - 松平重休、木下俊長、麻田剛立、島津久治（図書）、諏訪甚六
- 1917年（大正6年）5月15日[30] - 蜂須賀家政
- 1917年（大正6年）11月17日[31]
  - 岩垣東園（松苗）、竹原八郎
- 1918年（大正7年）11月18日[32]
  - 春日部重行、伊奈忠克、鷹見泉石（十郎左衛門）、小川鈴之、三浦義質、三木左大夫（直）、仁賀保誠成（孫九郎）
- 1919年（大正8年）11月15日[33]
  - 門脇重綾、安藤朴翁（定為）、石丸定次、関政富、小室信夫、藤林普山（泰助）、和田賢秀、和田正朝、橋本正高、恩地左近、河合道臣（隼之助）、小島省斎（忠太）、宇佐輔景、大高坂松王丸
- 1923年（大正12年）10月30日[34]
  - 前田昇
- 1924年（大正13年）2月11日[35]
  - 白根多助、池田定常、稲葉雍通、奥平昌鹿、直江兼続、久留島通祐、松平英親、木下俊程、最上義連、毛利高標、堀直虎、小倉三省（弥右衛門）、大井田氏経、大矢野種村、狩谷棭斎（望之）、雨森芳洲（東五郎）、佐々木経高、溝口孤雲、島津久通、清水宗治
- 1928年（昭和3年）11月10日[36]
  - 土方義苗、佐藤政養、平山省斎、石川義純、錦織俊政、小関三英、河野通治、曲亭馬琴（滝沢清右衛門）、曾根吉正（五郎兵衛）、仙覚、瓜生義鑑、山鹿秀遠、松井興長、古賀穀堂（藤馬）、里見時成
- 1931年（昭和6年）10月20日[37]
  - 草野経永、白石通泰
- 1935年（昭和10年）12月6日[38] - 三宅友信
- 1936年（昭和11年）6月3日[38] - 中川淳庵
- 1943年　（昭和20年）12月14日　永地秀太

## 日本国憲法施行後に従四位に叙せられた主な人物
| 氏名         | 主な役職                                                                     | 叙位年月日     | 備考                                                            |
| ------------ | ---------------------------------------------------------------------------- | -------------- | --------------------------------------------------------------- |
| 松根豊次郎   | 宮内官僚、俳人（松根東洋城）                                                 | 1964年10月28日 | 日本藝術院会員、勲三等瑞宝章                                    |
| 熊倉又藏     | 大法廷首席書記官                                                             | 1965年3月24日  | 瑞宝章                                                          |
| 堀越治雄     | 歌舞伎役者（十一世市川團十郎）                                               | 1965年11月10日 | 勲三等瑞宝章                                                    |
| 河竹繁俊     | 演劇学者、早稲田大学名誉教授、日本演劇学会初代会長                           | 1967年11月15日 | 勲三等瑞宝章、文化功労者                                        |
| 龝吉定次     | 大相撲力士（第35代横綱、双葉山定次）、日本相撲協会第3代理事長                | 1968年12月16日 | 紫綬褒章                                                        |
| 森田たま     | 作家                                                                         | 1970年10月30日 | 勲三等宝冠章                                                    |
| 荻原藤吉     | 俳人（荻原井泉水）                                                           | 1976年5月20日  | 日本藝術院会員、勲三等旭日中授章                                |
| 長尾貞一     | 医師、医学博士                                                               | 1978年1月29日  | 勲四等旭日小綬章                                                |
| 河渕益美     | 教師、元川之石高校校長                                                       | 1978年5月23日  | 勲四等瑞宝章                                                    |
| 古賀正夫     | 作曲家（古賀政男）                                                           | 1978年7月25日  | 紫綬褒章、勲三等瑞宝章、国民栄誉賞                              |
| 藤野庄蔵     | 作家（山岡荘八）                                                             | 1978年9月30日  | 紫綬褒章、勲二等瑞宝章                                          |
| 松野八重子   | 女優（初代水谷八重子）                                                       | 1979年10月1日  | 日本藝術院会員、紫綬褒章、勲三等宝冠章                          |
| 堀越二郎     | 工学博士                                                                     | 1982年2月5日   | 旭日中綬章、零戦の設計者                                        |
| 槇有恒       | 登山家                                                                       | 1989年5月2日   | 旭日中綬章、文化功労者                                          |
| 幸田文       | 作家                                                                         | 1990年10月31日 | 日本藝術院会員、勲三等瑞宝章                                    |
| 服部良一     | 作曲家                                                                       | 1993年1月30日  | 紫綬褒章、国民栄誉賞                                            |
| 加藤健雄     | 俳人（加藤楸邨）                                                             | 1993年7月3日   | 日本藝術院会員、勲三等瑞宝章                                    |
| 増永丈夫     | 歌手（藤山一郎）                                                             | 1993年8月21日  | 紫綬褒章、勲三等瑞宝章、国民栄誉賞                              |
| 吉行淳之介   | 作家                                                                         | 1994年7月26日  | 日本藝術院会員、勲三等瑞宝章                                    |
| 小沼救       | 作家（小沼丹）                                                               | 1996年11月8日  | 日本藝術院会員、旭日中綬章                                      |
| 吉田正       | 作曲家                                                                       | 1998年6月10日  | 紫綬褒章、勲三等旭日中綬章、国民栄誉賞                          |
| 新倉俊一     | フランス文学者、東京大学名誉教授                                             | 2002年3月7日   | 勲四等旭日小綬章                                                |
| 奥克彦       | 外交官（大使）                                                               | 2003年11月29日 | 旭日中綬章 イラク日本人外交官射殺事件で殉職 参事官から2階級特進 |
| 桃井真       | 国際政治学者                                                                 | 2004年4月18日  | 勲四等旭日小綬章                                                |
| 伊福部昭     | 作曲家                                                                       | 2006年2月8日   | 紫綬褒章、勲三等瑞宝章、文化功労者                              |
| 芝田米三     | 洋画家                                                                       | 2006年5月15日  | 日本藝術院会員、勲三等瑞宝章                                    |
| 松前仰       | 衆議院議員、工学者、北海道東海大学学長                                       | 2006年6月5日   | 旭日中綬章                                                      |
| 菅野壽       | 医師、参議院議員                                                             | 2006年8月21日  | 勲二等瑞宝章                                                    |
| 渡辺明正     | フランス文学者、京都大学名誉教授                                             | 2007年8月7日   |                                                                 |
| 石井桃子     | 児童文学作家                                                                 | 2008年4月2日   | 日本藝術院会員、旭日中綬章                                      |
| 庄野潤三     | 作家                                                                         | 2009年9月21日  | 日本藝術院会員、勲三等瑞宝章                                    |
| 雨宮淳       | 彫刻家                                                                       | 2010年2月8日   | 日本藝術院会員、旭日中綬章                                      |
| 斎藤宗吉     | 作家（北杜夫）                                                               | 2011年10月24日 | 日本藝術院会員、旭日中綬章                                      |
| 山下芳男     | 工学博士、高知大学名誉教授                                                   | 2011年8月1日   | 勲三等瑞宝章                                                    |
| 織田廣喜     | 日本画家                                                                     | 2012年5月30日  | 日本藝術院会員、勲三等瑞宝章                                    |
| 都築嘉弘     | 物理学者                                                                     |                |                                                                 |
| 西垣晴次     | 日本史学者、群馬大学名誉教授                                                 | 2013年1月6日   | 日本学術会議会員                                                |
| 清水澄子     | 参議院議員                                                                   | 2013年1月14日  |                                                                 |
| 増田元弘     | 長唄三味線方（3代目杵屋五三郎）                                              | 2013年2月2日   | 紫綬褒章、勲四等旭日小綬章、旭日中綬章 日本藝術院会員           |
| 有賀貞       | 国際政治学者、一橋大学名誉教授                                               | 2013年3月13日  | 瑞宝中綬章                                                      |
| 柳生亮三     | 原生動物学者、広島大学名誉教授                                               | 2013年3月31日  | 勲三等旭日中綬章                                                |
| 今野東吾     | 参議院・衆議院議員、内閣府副大臣、東北放送アナウンサー（今野東）             | 2013年4月24日  | 旭日重光章                                                      |
| 小田晋       | 犯罪心理学者、筑波大学名誉教授                                               | 2013年5月11日  | 瑞宝中綬章                                                      |
| 田村圓澄     | 仏教学者、九州大学名誉教授                                                   | 2013年7月10日  | 勲三等旭日中綬章                                                |
| 中村博彦     | 参議院議員                                                                   | 2013年7月31日  | 旭日重光章                                                      |
| 秋山駿       | 文芸評論家                                                                   | 2013年10月2日  | 日本藝術院会員                                                  |
| 三善晃       | 作曲家                                                                       | 2013年10月4日  | 日本藝術院会員、旭日重光章、文化功労者                          |
| 三重野榮子   | 参議院議員                                                                   | 2013年11月27日 |                                                                 |
| 淺田浩二     | 農芸化学者、京都大学名誉教授                                                 | 2013年12月15日 | 紫綬褒章、瑞宝中綬章                                            |
| 柳井晴夫     | 統計学者、大学入試センター名誉教授                                           | 2013年12月21日 | 瑞宝小綬章                                                      |
| 雀部幸隆     | 政治学者、名古屋大学名誉教授                                                 | 2013年12月25日 | 瑞宝小綬章                                                      |
| 濱野保樹     | メディア学者、東京大学名誉教授                                               | 2014年1月3日   | 瑞宝小綬章                                                      |
| 石川滋       | 開発経済学者、一橋大学名誉教授                                               | 2014年1月4日   | 日本学士院会員                                                  |
| 喜多村和之   | 教育学者、広島大学名誉教授、国立教育研究所教育政策研究部長・名誉所員         | 2014年1月21日  | 瑞宝小綬章                                                      |
| 石渡清元     | 参議院議員                                                                   | 2014年1月20日  | 旭日重光章                                                      |
| 稻田俊志     | 版画家、岐阜大学名誉教授                                                     | 2014年2月3日   | 紺綬褒章、瑞宝中綬章                                            |
| 水谷幸正     | 佛教大学学長、仏教学者                                                       | 2014年2月7日   | 瑞宝中綬章                                                      |
| 河村憐次     | 山口県下松市長                                                               | 2014年2月15日  |                                                                 |
| 小川俊雄     | 大気電気学者、高知大学名誉教授                                               | 2014年3月10日  | 瑞宝小綬章                                                      |
| 金春惣一     | 能楽太鼓方（22代金春惣右衛門）                                               | 2014年3月11日  |                                                                 |
| 高橋成人     | 植物遺伝育種学者、東北大学名誉教授                                           | 2014年3月16日  |                                                                 |
| 杉山忠一     | 英語学者、東京大学名誉教授                                                   | 2014年3月30日  | 勲三等旭日中綬章                                                |
| 大濱方榮     | 参議院議員                                                                   | 2014年4月28日  | 勲二等瑞宝章                                                    |
| 西口勇       | 第51・52代和歌山県知事                                                       | 2014年5月9日   |                                                                 |
| 岡野行秀     | 交通経済学者、東京大学名誉教授                                               | 2014年5月9日   | 瑞宝中綬章                                                      |
| 黒田能行     | 衆議院決算委員会調査室長                                                     | 2014年5月10日  |                                                                 |
| 向井正也     | 西洋建築史学者、神戸大学名誉教授                                             | 2014年5月13日  | 勲三等旭日中綬章                                                |
| 丸谷金保     | 参議院議員、北海道池田町長                                                   | 2014年6月3日   |                                                                 |
| 石津憲一     | バリトン歌手、愛知県立芸術大学名誉教授                                       | 2014年12月31日 |                                                                 |
| 吉住弘       | 東京都台東区長、東京都議会議員                                               | 2015年1月7日   | 旭日中綬章                                                      |
| 陳舜臣       | 作家                                                                         | 2015年1月21日  | 日本藝術院会員、勲三等瑞宝章                                    |
| 庄司榮吉     | 洋画家                                                                       | 2015年2月7日   | 日本藝術院会員、旭日中綬章                                      |
| 谷口義久     | 京都府亀岡市長                                                               | 2015年4月2日   | 勲四等旭日小綬章                                                |
| 小畑敏満     | 大相撲力士（第55代横綱・北の湖敏満）、日本相撲協会第9・12代理事長            | 2015年11月20日 | 旭日重光章                                                      |
| 瀬谷義彦     | 歴史学者、茨城大学名誉教授                                                   | 2015年11月20日 | 勲三等旭日中綬章                                                |
| 西橋靖雄     | 書家、大阪教育大学名誉教授                                                   | 2015年11月22日 | 瑞宝中綬章                                                      |
| 古村えり子   | 社会教育学者、北海道教育大学教授                                             | 2015年11月22日 | 瑞宝小綬章                                                      |
| 駒ヶ嶺大三   | 音楽教育学者、北海道教育大学名誉教授                                         | 2015年12月1日  | 勲三等瑞宝章                                                    |
| 辻みどり     | 行政社会学者、福島大学教授                                                   | 2015年12月2日  | 瑞宝小綬章                                                      |
| 杉浦守邦     | 医学者、医学史家、山形大学名誉教授                                           | 2015年12月4日  | 勲三等旭日中綬章                                                |
| 三島健二郎   | 警察官僚、警察庁警備局長                                                     | 2015年12月5日  |                                                                 |
| 泉美治       | 触媒化学者、大阪大学名誉教授                                                 | 2015年12月13日 |                                                                 |
| 高木みどり   | 宮内庁東宮女官長                                                             | 2015年12月18日 |                                                                 |
| 溝上脩       | 社会教育学者、佐賀大学名誉教授                                               | 2015年12月18日 | 瑞宝中綬章                                                      |
| 石山洋       | 図書館学者、地理学者                                                         | 2016年1月16日  |                                                                 |
| 澤昭裕       | 経済産業省官僚、21世紀政策研究所研究主幹                                     | 2016年1月16日  | 瑞宝小綬章                                                      |
| 讃岐照夫     | 広島県東広島市長                                                             | 2016年7月7日   | 勲三等瑞宝章                                                    |
| 栗田裕夫     | セブン-イレブン・ジャパン第3代社長                                           | 2016年7月19日  |                                                                 |
| 竹岡勝美     | 警察庁官僚                                                                   | 2016年7月22日  | 勲三等旭日中綬章                                                |
| 内田隆滋     | 実業家、東武鉄道元社長                                                       | 2016年7月29日  | 勲二等旭日重光章                                                |
| 秋元貢       | 大相撲力士（第58代横綱・千代の富士貢）                                       | 2016年7月31日  | 旭日中綬章、国民栄誉賞                                          |
| 佐々木克     | 歴史学者、京都大学名誉教授                                                   | 2016年7月31日  | 瑞宝中綬章                                                      |
| 高橋國雄     | 千葉県市川市長                                                               | 2016年8月1日   | 勲三等旭日中綬章                                                |
| 染谷臣道     | 文化人類学者、静岡大学名誉教授                                               | 2016年8月5日   | 瑞宝小綬章                                                      |
| 湯田利典     | 物理学者、東京大学宇宙線研究所名誉教授                                       | 2016年8月8日   | 瑞宝小綬章                                                      |
| 岡野俊一郎   | サッカー指導者、第9代日本サッカー協会会長                                    | 2017年2月2日   | 旭日中綬章、文化功労者                                          |
| 円谷峻       | 法学者、横浜国立大学名誉教授                                                 | 2017年2月25日  | 瑞宝中綬章                                                      |
| 藤根信章     | 書家、北海道教育大学名誉教授                                                 | 2017年2月27日  |                                                                 |
| 木村重信     | 美学美術史学者、大阪大学名誉教授                                             | 2017年3月6日   | 勲三等旭日中綬章                                                |
| 島田昌彦     | 国語学者、金沢大学名誉教授                                                   | 2017年3月13日  | 瑞宝中綬章                                                      |
| 横山眞太郎   | 環境学者、北海道大学名誉教授                                                 | 2017年3月13日  | 瑞宝小綬章                                                      |
| 清水潤       | 国文学者、首都大学東京助教                                                   | 2017年3月27日  |                                                                 |
| 河村元雄     | 住友倉庫元社長                                                               | 2017年3月31日  |                                                                 |
| 小川正行     | 公衆衛生学者、群馬大学名誉教授                                               | 2017年4月22日  | 瑞宝中綬章                                                      |
| 谷本巍       | 参議院議員                                                                   | 2017年5月7日   | 瑞宝中綬章                                                      |
| 古浦敏生     | 言語学者、広島大学名誉教授                                                   | 2017年5月2日   | 瑞宝小綬章                                                      |
| 金田幸三     | 実業家、ニチレイ元社長・会長                                                 | 2017年6月15日  | 勲二等瑞宝章                                                    |
| 新藤恒男     | 大蔵官僚、銀行家、西日本シティ銀行初代頭取                                   | 2017年6月15日  |                                                                 |
| 木下章       | 日本画家、京都市立芸術大学名誉教授                                           | 2017年6月21日  | 瑞宝小綬章                                                      |
| 磯敬夫       | 警察官僚、中国管区警察局局長                                                 | 2017年6月22日  |                                                                 |
| 黒野貞夫     | 書家（黒野清宇）、愛知教育大学名誉教授                                       | 2017年7月5日   | 瑞宝小綬章                                                      |
| 駒城鎮一     | 法学者、富山大学名誉教授                                                     | 2017年7月6日   | 瑞宝中綬章                                                      |
| 伊藤基隆     | 参議院議員、全逓信労働組合書記長                                             | 2017年7月11日  | 旭日中綬章                                                      |
| 清水耕一     | 経済学者、岡山大学名誉教授                                                   | 2017年7月11日  | 瑞宝小綬章                                                      |
| 志村正道     | 知能情報学者、東京工業大学名誉教授                                           | 2017年7月23日  | 瑞宝中綬章                                                      |
| 柏崎守       | 獣医学者、農林水産省家畜衛生試験場長                                         | 2017年10月11日 | 瑞宝中綬章                                                      |
| 柴崎照子     | 日本舞踊家（花柳寿南海）                                                     | 2018年9月11日  | 勲四等宝冠章                                                    |
| 川崎春彦     | 日本画家                                                                     | 2018年10月2日  | 旭日中綬章                                                      |
| 高原慶一朗   | ユニ・チャーム初代社長                                                       | 2018年10月3日  | 旭日重光章                                                      |
| 服部信明     | 神奈川県茅ヶ崎市長                                                           | 2018年10月4日  | 旭日中綬章                                                      |
| 西原親       | 福岡県みやま市長、福岡県議会議員                                             | 2018年12月27日 | 旭日中綬章                                                      |
| 高橋英夫     | 文芸評論家                                                                   | 2019年2月13日  | 日本藝術院会員、旭日中綬章                                      |
| 倉澤豊哲     | 警察官僚                                                                     | 2019年2月27日  | 瑞宝中綬章                                                      |
| 鍛冶清       | 衆議院議員                                                                   | 2019年3月6日   |                                                                 |
| 田口貞爾     | 体育学者、京都大学名誉教授                                                   | 2019年4月6日   |                                                                 |
| 赤崎義則     | 鹿児島市長                                                                   | 2019年4月12日  | 旭日重光章                                                      |
| 金井壽男     | 哲学者、静岡県立大学名誉教授                                                 | 2019年5月3日   | 瑞宝小綬章                                                      |
| 相澤英孝     | 法学者、一橋大学名誉教授                                                     | 2019年5月10日  | 瑞宝小綬章                                                      |
| 辻井義昭     | 書家（辻井京雲）、北海道教育大学名誉教授                                     | 2019年5月19日  | 瑞宝中綬章                                                      |
| 菅原喜重郎   | 衆議院議員、岩手県東山町長                                                   | 2019年6月26日  | 旭日中綬章                                                      |
| 追沼龍三     | 工学博士、宮城教育大学名誉教授                                               | 2019年7月9日   | 瑞宝小綬章                                                      |
| 雨宮敬子     | 彫刻家                                                                       | 2019年7月31日  | 日本藝術院会員、旭日中綬章、文化功労者                          |
| 川真田哲哉   | 徳島県吉野川市長                                                             | 2019年9月10日  | 旭日中綬章                                                      |
| 北川昌典     | 衆議院議員、宮崎県日南市長                                                   | 2019年10月25日 | 旭日中綬章                                                      |
| 石沢芳次郎   | 拓殖大学学長、防衛大学校名誉教授、拓殖大学名誉教授、三木内閣首席参事官       | 2019年11月02日 | 旭日大綬章                                                      |
| 中澤健次     | 衆議院議員                                                                   | 2019年12月11日 | 旭日中綬章                                                      |
| 久野統一郎   | 衆議院議員                                                                   | 2020年1月8日   | 旭日重光章                                                      |
| 小林恒人     | 衆議院議員                                                                   | 2020年2月18日  | 旭日中綬章                                                      |
| 三浦宏文     | 工学博士、東京大学名誉教授                                                   | 2020年3月5日   | 瑞宝中綬章                                                      |
| 大林宣彦     | 映画監督                                                                     | 2020年4月10日  | 旭日中綬章、文化功労者                                          |
| 石井常雄     | 千葉県茂原市長                                                               | 2020年4月27日  | 旭日中綬章                                                      |
| 白倉政司     | 山梨県北杜市長・高根町長                                                     | 2020年5月10日  | 旭日中綬章                                                      |
| 三野優美     | 衆議院議員                                                                   | 2020年5月29日  | 旭日中綬章                                                      |
| 丸田頼一     | 造園学者、千葉大学名誉教授                                                   | 2020年6月21日  | 瑞宝小綬章                                                      |
| 吉冨勝       | 経済評論家、経済産業研究所長・CRO                                            | 2020年6月21日  |                                                                 |
| 石原健太郎   | 衆議院議員、参議院議員                                                       | 2020年7月5日   | 旭日中綬章                                                      |
| 岡井隆       | 歌人、文芸評論家                                                             | 2020年7月10日  | 旭日中綬章、文化功労者                                          |
| 串田武久     | 茨城県龍ケ崎市長                                                             | 2020年8月11日  |                                                                 |
| 松尾保       | 医師、神戸大学医学部名誉教授                                                 | 2020年9月26日  | 勲二等瑞宝章                                                    |
| 花柳寛       | 日本舞踊家（4代目花柳壽輔）                                                  | 2020年9月26日  | 旭日中綬章                                                      |
| 稲葉清右衛門 | 工学博士、ファナック名誉会長                                                 | 2020年10月2日  | 紫綬褒章、藍綬褒章、勲二等瑞宝章                                |
| 佐藤敬夫     | 衆議院議員、運輸政務次官                                                     | 2020年11月9日  |                                                                 |
| 坪井一宇     | 参議院議員、通商産業・国土政務次官、大阪府議会議長                           | 2020年11月9日  | 旭日重光章                                                      |
| 相原康彦     | 工学博士、東京大学名誉教授航空、航空事故調査委員会委員長                     | 2020年11月10日 | 瑞宝重光章                                                      |
| 矢野茂文     | 徳島県鳴門市長                                                               | 2021年1月22日  |                                                                 |
| 相川宗一     | 埼玉県さいたま市長、浦和市長                                                 | 2021年1月25日  | 旭日中綬章                                                      |
| 大野つや子   | 参議院議員、法務政務官                                                       | 2021年1月26日  |                                                                 |
| 橋本堅太郎   | 彫刻家、東京学芸大学名誉教授                                                 | 2021年1月31日  | 旭日中綬章、文化功労者                                          |
| 尾高惇忠     | 作曲家                                                                       | 2021年2月16日  | 旭日小綬章                                                      |
| 永井英慈     | 衆議院議員、郵政政務次官                                                     | 2021年3月5日   |                                                                 |
| 工藤堅太郎   | 参議院議員、衆議院議員、岩手県議会議員                                       | 2021年3月24日  | 旭日中綬章                                                      |
| 谷口幸男     | 文学研究者、広島大学名誉教授                                                 | 2021年4月3日   | 瑞宝中綬章                                                      |
| 萩原弥惣治   | 群馬県前橋市長、群馬県議会議長                                               | 2021年4月5日   | 旭日中綬章                                                      |
| 重野安正     | 衆議院議員、社会民主党幹事長、大分県議会議員                                 | 2021年4月9日   | 旭日中綬章                                                      |
| 河合雅雄     | 霊長類学者、児童文学者、京都大学名誉教授                                     | 2021年5月14日  | 勲三等旭日中綬章                                                |
| 藤田紘一郎   | 医学博士、東京医科歯科大学名誉教授                                           | 2021年5月14日  | 瑞宝中綬章                                                      |
| 田中啓一     | 埼玉県蕨市長                                                                 | 2021年6月21日  | 旭日中綬章                                                      |
| 武腰敏昭     | 陶芸家、金沢学院大学名誉教授                                                 | 2021年7月28日  | 日本藝術院会員、旭日中綬章                                      |
| 木村敏       | 医学博士、京都大学名誉教授                                                   | 2021年8月4日   | 瑞宝中綬章                                                      |
| 坂上弘       | 作家                                                                         | 2021年8月16日  | 日本藝術院会員、紫綬褒章、旭日中綬章                            |
| 椙山浩一     | 作曲家（すぎやまこういち）                                                   | 2021年9月30日  | 旭日小綬章、旭日中綬章、文化功労者                              |
| 清水達三     | 日本画家                                                                     | 2021年12月17日 | 日本藝術院会員、旭日中綬章                                      |
| 長谷部誠     | 秋田県由利本荘市長、秋田県議会議員                                           | 2022年2月12日  | 旭日中綬章                                                      |
| 柴川林也     | 経営学者、一橋大学名誉教授                                                   | 2022年2月24日  | 瑞宝中綬章                                                      |
| 飯利忠男     | 映画評論家、日本映画大学名誉学長（佐藤忠男）                                 | 2022年3月17日  | 紫綬褒章、勲四等旭日小綬章、旭日中綬章、文化功労者              |
| 柏瀬和司     | 応用物理学者、理学博士、名古屋大学名誉教授                                   | 2022年3月31日  | 瑞宝小綬章                                                      |
| 大谷利勝     | 日本大学名誉教授                                                             | 2022年4月3日   | 瑞宝中綬章、紺綬褒章                                            |
| 末吉靖宏     | 鹿児島大学教授                                                               | 2022年4月3日   | 瑞宝小綬章                                                      |
| 浦井茂雄     | 富山工業高等専門学校名誉教授                                                 | 2022年4月5日   | 瑞宝小綬章                                                      |
| 小林正典     | 高エネルギー加速器研究機構名誉教授                                           | 2022年4月6日   | 瑞宝小綬章                                                      |
| 長谷川貞夫   | 分子化学者、東京学芸大学名誉教授・副学長                                     | 2022年4月8日   | 瑞宝小綬章                                                      |
| 坂田勇夫     | 体育科学者、筑波大学名誉教授                                                 | 2022年4月12日  | 瑞宝小綬章                                                      |
| 河田幸道     | 医者、岐阜大学名誉教授、岐阜大学医学部附属病院長                             | 2022年4月16日  | 瑞宝中綬章                                                      |
| 藤田教稔     | 裁判官弾劾裁判所事務局長                                                     | 2022年4月18日  | 瑞宝中綬章                                                      |
| 猪俣英雄     | 応用物理学者、福岡教育大学名誉教授                                           | 2022年4月20日  | 正八位より昇叙                                                  |
| 山口修       | 音楽学者、大阪大学名誉教授                                                   | 2022年4月21日  | 瑞宝小綬章                                                      |
| 庄子貞雄     | 東北大学名誉教授                                                             | 2022年4月23日  | 勲三等旭日中綬章、紫綬褒章                                      |
| 久長穣       | 博士（工学）、山口大学教授                                                   | 2022年4月23日  | 瑞宝小綬章                                                      |
| 豊島嘉穗     | 福岡教育大学名誉教授                                                         | 2022年4月24日  | 瑞宝中綬章                                                      |
| 島内巧光     | 高知工業高等専門学校名誉教授                                                 | 2022年4月25日  | 瑞宝小綬章                                                      |
| 宮谷大作     | 富山工業高等専門学校名誉教授                                                 | 2022年4月26日  | 瑞宝小綬章                                                      |
| 富田喜内     | 医学博士、北海道大学・北海道医療大学名誉教授                                 | 2022年4月28日  | 瑞宝重光章                                                      |
| 桂直樹       | 農業生物資源研究所理事長                                                     | 2022年5月3日   | 瑞宝中綬章                                                      |
| 熊本悦明     | 医師、日本メンズヘルス医学会理事長、札幌医科大学名誉教授                     | 2022年5月4日   | 瑞宝小綬章                                                      |
| 山内泰之     | 建築研究所理事長                                                             | 2022年5月4日   | 瑞宝中綬章                                                      |
| 中澤次夫     | 医学者、群馬大学名誉教授                                                     | 2022年5月13日  | 瑞宝小綬章                                                      |
| 大谷英樹     | 海将補、佐世保地方総監部幕僚長                                               | 2022年5月17日  | 瑞宝小綬章                                                      |
| 北澤信次     | 犯罪学者、保護観察官、近畿・九州・四国地方更生保護委員会委員長               | 2022年5月17日  | 瑞宝中綬章                                                      |
| 鹿山光       | 水族生化学者、広島大学・福山大学名誉教授                                     | 2022年5月20日  | 瑞宝小綬章                                                      |
| 河田照茂     | 徳島大学歯学部長、同名誉教授                                                 | 2022年5月21日  | 瑞宝中綬章                                                      |
| 豊福正弘     | 特許庁審判部審判長                                                           | 2022年5月26日  | 瑞宝小綬章                                                      |
| 阿部俊之助   | 農学者、愛媛大学名誉教授                                                     | 2022年5月30日  | 瑞宝小綬章                                                      |
| 宇井定春     | 生物工学者、山梨大学名誉教授                                                 | 2022年5月30日  | 瑞宝小綬章                                                      |
| 小野新次郎   | 特許技監                                                                     | 2022年6月3日   | 瑞宝中綬章                                                      |
| 加藤和雄     | 畜産学者、東北大学名誉教授                                                   | 2022年6月6日   | 瑞宝小綬章                                                      |
| 中村宏       | 防衛医科大学校名誉教授                                                       | 2022年6月6日   | 瑞宝小綬章                                                      |
| 松尾壽之     | 生化学者、国立循環器病研究センター研究所長、宮崎医科大学長、宮崎大学名誉教授 | 2022年6月8日   | 瑞宝中綬章、文化功労者                                          |
| 小埜和久     | 応用分子細胞生物学者、広島大学名誉教授                                       | 2022年6月20日  | 瑞宝中綬章                                                      |
| 佐々木元     | 日本電気会長                                                                 | 2022年6月21日  | 旭日重光章                                                      |
| 富田富貴雄   | 書写・書道教育学者、岡山大学名誉教授                                         | 2022年6月26日  | 瑞宝小綬章                                                      |
| 新郷昭三     | 広島大学名誉教授                                                             | 2022年6月27日  |                                                                 |
| 高橋道人     | 毒性病理学者、国立医薬品食品衛生研究所安全性生物試験研究センター病理部長     | 2022年7月1日   | 瑞宝小綬章                                                      |
| 望月孝晏     | 兵庫県立大学名誉教授                                                         | 2022年7月1日   | 瑞宝中綬章                                                      |
| 和田冨成     | 大分大学名誉教授                                                             | 2022年7月2日   | 瑞宝中綬章                                                      |
| 野村大成     | 医学者、大阪大学名誉教授、放射線審議会委員                                   | 2022年7月7日   | 瑞宝中綬章                                                      |
| 志村勲       | 農学者、東京農工大学名誉教授                                                 | 2022年7月8日   | 瑞宝小綬章                                                      |
| 三浦直行     | 医学者、浜松医科大学名誉教授                                                 | 2022年7月8日   | 瑞宝小綬章                                                      |
| 嶋屋誠       | 機械工学者、鶴岡工業高等専門学校名誉教授                                     | 2022年7月9日   | 瑞宝小綬章                                                      |
| 南部睦憲     | 陸将補、第3代第1高射特科団長                                                 | 2022年7月10日  | 正八位より昇叙、勲四等旭日小綬章                                |
| 佐藤任弘     | 物理学者、高エネルギー加速器研究機構名誉教授                                 | 2022年7月13日  | 瑞宝小綬章                                                      |
| 松本敏雄     | 天文学者、宇宙航空研究開発機構名誉教授                                       | 2022年7月17日  | 瑞宝中綬章                                                      |
| 城間祝       | 那覇地方検察庁沖縄支部長                                                     | 2022年7月19日  | 瑞宝小綬章                                                      |
| 齊藤尚夫     | 東京大学事務局長                                                             | 2022年7月20日  | 瑞宝中綬章                                                      |
| 竹内美惠子   | 徳島大学名誉教授                                                             | 2022年7月20日  | 瑞宝小綬章                                                      |
| 関矢信一郎   | 北海道立農業試験場次長                                                       | 2022年7月23日  | 瑞宝小綬章                                                      |
| 平林千牧     | 経済学者、法政大学総長・同名誉教授                                           | 2022年7月30日  | 瑞宝重光章                                                      |
| 辻川茂男     | 腐食防食学者、東京大学名誉教授                                               | 2022年7月31日  | 瑞宝小綬章                                                      |
| 山縣秀雄     | 防衛大学校教授                                                               | 2022年7月31日  | 瑞宝小綬章                                                      |
| 駒井則彦     | 和歌山県立医科大学長、同名誉教授                                             | 2022年8月2日   | 瑞宝中綬章                                                      |
| 伊達広行     | 工学者、北海道大学教授                                                       | 2022年8月7日   | 瑞宝小綬章                                                      |
| 守口典行     | 北海道森林管理局次長                                                         | 2022年8月7日   | 瑞宝小綬章                                                      |
| 神野耕太郎   | 生理学者、東京医科歯科大学名誉教授                                           | 2022年8月8日   | 瑞宝小綬章                                                      |
| 中井久夫     | 精神科医、神戸大学名誉教授                                                   | 2022年8月8日   | 瑞宝中綬章、文化功労者                                          |
| 丑込敏勝     | 熊本区検察庁副検事                                                           | 2022年8月9日   | 瑞宝小綬章                                                      |
| 二木英徳     | ジャスコ社長、日本体操協会名誉会長                                           | 2022年8月10日  | 旭日重光章、藍綬褒章                                            |
| 宮原稔       | 工学者、京都大学教授                                                         | 2022年8月11日  | 瑞宝中綬章                                                      |
| 豊嶋省治     | 大阪地方検察庁検事                                                           | 2022年8月12日  | 勲三等瑞宝章                                                    |
| 内海久       | 海将補、第1掃海隊群司令                                                      | 2022年8月13日  | 勲四等旭日小綬章                                                |
| 高端宏直     | 明石工業高等専門学校名誉教授                                                 | 2022年8月16日  |                                                                 |
| 山崎正泰     | 体育学者、宮城大学名誉教授                                                   | 2022年8月16日  | 瑞宝小綬章                                                      |
| 岡田吉美     | 分子生物学者、東京大学名誉教授                                               | 2022年8月17日  | 瑞宝中綬章                                                      |
| 森基要       | 岐阜工業高等専門学校名誉教授                                                 | 2022年8月17日  | 瑞宝小綬章                                                      |
| 石橋操       | 衆議院議員（石橋大吉）                                                       | 2022年8月26日  | 勲二等瑞宝章                                                    |
| 永廣徹       | 姫路工業大学名誉教授                                                         | 2022年8月18日  | 瑞宝小綬章                                                      |
| 宮崎謙一     | 松山区検察庁副検事                                                           | 2022年8月20日  |                                                                 |
| 吉田寿彦     | 高松国税局長                                                                 | 2022年8月20日  | 瑞宝中綬章                                                      |
| 金田一郎     | 新潟産業大学名誉教授・同初代学長                                             | 2022年8月21日  | 瑞宝中綬章                                                      |
| 森本康敬     | 駐ソロモン諸島大使、在釜山総領事                                             | 2022年8月21日  | 瑞宝中綬章                                                      |
| 山名忠       | 岐阜大学名誉教授                                                             | 2022年8月21日  | 瑞宝中綬章                                                      |
| 内藤富夫     |                                                                              | 2022年8月22日  |                                                                 |
| 猪木寛至     | プロレスラー（アントニオ猪木）、参議院議員                                   | 2022年10月1日  | 旭日中綬章                                                      |
| 岡村迪夫     |                                                                              | 2022年10月15日 |                                                                 |
| 矢口彰       | 国土地理院長                                                                 | 2022年10月16日 | 瑞宝中綬章                                                      |
| 飯田亮       | セコム創業者                                                                 | 2023年1月7日   | 旭日重光章                                                      |
| 佐藤允克     | エフエムナックファイブ社長                                                   | 2023年1月10日  |                                                                 |
| 小林守       | 衆議院議員、自治政務次官                                                     | 2023年1月17日  | 旭日中綬章                                                      |
| 杉山好信     | 国土地理院長                                                                 | 2023年2月2日   | 瑞宝中綬章                                                      |
| 伊藤誠       | 理論経済学者、東京大学名誉教授                                               | 2023年2月7日   |                                                                 |
| 高野之夫     | 東京都豊島区長、東京都議会議員                                               | 2023年2月9日   | 旭日中綬章                                                      |
| 井口洋       | 日本文学者、奈良女子大学名誉教授                                             | 2023年2月26日  | 瑞宝小綬章                                                      |
| 四方修       | 大阪府警察本部長                                                             | 2023年2月27日  |                                                                 |
| 菅野昭正     | フランス文学者、文芸評論家                                                   | 2023年3月9日   | 旭日中綬章、紫綬褒章                                            |
| 山田憲昭     | 石川県白山市長                                                               | 2023年3月10日  | 旭日中綬章                                                      |
| 北本正雄     | 東京都北区区長                                                               | 2023年3月12日  |                                                                 |
| 石田直裕     | 総務官僚、駐パラグアイ特命全権大使                                           | 2023年3月13日  | 瑞宝中綬章                                                      |
| 小清水弘一   | 化学者、京都大学名誉教授                                                     | 2023年3月13日  |                                                                 |
| 關隆志       | 考古学者、大阪市立大学名誉教授                                               | 2023年3月16日  | 瑞宝小綬章                                                      |
| 室井尚       | 哲学者、横浜国立大学名誉教授                                                 | 2023年3月21日  | 瑞宝小綬章                                                      |
| 松井孝典     | 惑星科学者、地球物理学者、東京大学名誉教授                                   | 2023年3月22日  | 瑞宝重光章                                                      |
| 藤井知昭     | 音楽学者、総合研究大学院大学名誉教授                                         | 2023年3月23日  | 瑞宝小綬章                                                      |
| 二神孝一     | 経済学者、大阪大学大学院経済学研究科教授                                     | 2023年3月24日  | 瑞宝小綬章                                                      |
| 寺田吉孝     | 民族音楽学者、国立民族学博物館名誉教授                                       | 2023年3月29日  | 瑞宝小綬章                                                      |
| 高橋康夫     | 建築史学者、京都大学名誉教授                                                 | 2023年4月14日  | 瑞宝小綬章                                                      |
| 岩堀惠祐     | 環境工学者、宮城大学名誉教授                                                 | 2023年6月8日   | 瑞宝小綬章                                                      |
| 島村大       | 参議院議員                                                                   | 2023年8月30日  | 旭日重光章                                                      |
| 戸田邦司     | 参議院議員                                                                   | 2023年9月4日   | 旭日中綬章                                                      |
| 喜熨斗政彦   | 歌舞伎役者（二世市川猿翁）                                                   | 2023年9月13日  | 旭日中綬章                                                      |
| 冨田三樹     | 作家、詩人（三木卓）                                                         | 2023年11月18日 | 日本藝術院会員、旭日中綬章                                      |
| 米田雄介     | 歴史学者、宮内庁正倉院事務所長、神戸女子大学名誉教授                         | 2024年8月20日  | 瑞宝小綬章                                                      |
| 福井康太     | 法学者、大阪大学教授                                                         | 2024年10月2日  | 瑞宝小綬章                                                      |
| 矢田美英     | 東京都中央区長                                                               | 2024年10月5日  | 旭日中綬章                                                      |
| 小川元       | 衆議院議員、外務政務次官、駐チリ特命全権大使                                 | 2024年10月15日 | 旭日重光章                                                      |
| 目崎茂和     | 地理学者、三重大学名誉教授                                                   | 2024年10月15日 | 瑞宝中綬章                                                      |
| 左近正男     | 衆議院議員                                                                   | 2024年10月16日 | 旭日中綬章                                                      |
| 中野鐵造󠄁     | 参議院運輸委員長                                                             | 2024年11月3日  | 勲二等瑞宝章                                                    |
| 平尾勝義     | 人間浄瑠璃文楽人形遣い（三代目吉田簑助）                                     | 2024年11月7日  | 日本藝術院会員、旭日中綬章、紫綬褒章、文化功労者、人間国宝      |
| 西尾理弘     | 島根県出雲市長                                                               | 2024年11月15日 | 旭日小綬章                                                      |
| 伊佐山建志   | 特許庁長官                                                                   | 2024年11月18日 | 瑞宝重光章                                                      |
| 斎藤文夫     | 参議院議員                                                                   | 2024年11月29日 | 勲二等瑞宝章                                                    |
| 松橋通生     | 生物学者、東京大学名誉教授                                                   | 2024年12月11日 | 瑞宝小綬章                                                      |
| 谷口吉生     | 建築家                                                                       | 2024年12月16日 | 日本藝術院会員、旭日中綬章、文化功労者                          |
| 永田英正     | 東洋史学者、京都大学名誉教授                                                 | 2024年12月16日 | 瑞宝中綬章                                                      |
| 原廣司       | 建築家、東京大学名誉教授                                                     | 2025年1月3日   | 瑞宝小綬章                                                      |
| 山本正三     | 地理学者、筑波大学名誉教授、筑波大学附属高等学校長                           | 2025年1月6日   | 瑞宝中綬章                                                      |
| 太田一也     | 火山学者、九州大学名誉教授                                                   | 2025年1月15日  | 瑞宝小綬章                                                      |
| 山下彰一     | 経済学者、広島大学名誉教授                                                   | 2025年2月22日  | 瑞宝中綬章                                                      |
| 三枝安茂     | 埼玉県春日部市長                                                             | 2025年2月28日  | 旭日中綬章、藍綬褒章                                            |
| 遠藤利       | 茨城県常総市長、水海道市長                                                   | 2025年3月1日   | 旭日中綬章                                                      |
| 名倉隆       | 埼玉県鳩ヶ谷市長                                                             | 2025年3月5日   | 旭日中綬章                                                      |
| 堀込征雄     | 衆議院農林水産委員長、衆議院災害対策特別委員長                               | 2025年3月6日   | 旭日中綬章                                                      |
| 瀬谷俊雄     | 東邦銀行頭取、全国地方銀行協会会長                                           | 2025年3月11日  | 旭日中綬章                                                      |
| 海老澤順三   | 北海道北斗市長、上磯町長                                                     | 2025年3月13日  | 旭日中綬章                                                      |
| 篠崎鉄男     | 熊本県宇城市長、熊本県議会議員                                               | 2025年4月12日  | 旭日小綬章                                                      |
| 岸本周平     | 和歌山県知事、衆議院議員                                                     | 2025年4月15日  | 旭日中綬章                                                      |

氏名表記は官報記載に則る。